# Skuggmossa
Skuggmossa (Dicranodontium denudatum) är en bladmossart som beskrevs av Britton in R. S. Williams 1913. Skuggmossa ingår i släktet Dicranodontium och familjen Dicranaceae. Enligt den finländska rödlistan är arten akut hotad i Finland. Arten är reproducerande i Sverige. Artens livsmiljö är andra skuggiga klippor. Inga underarter finns listade i Catalogue of Life.

## Bildgalleri

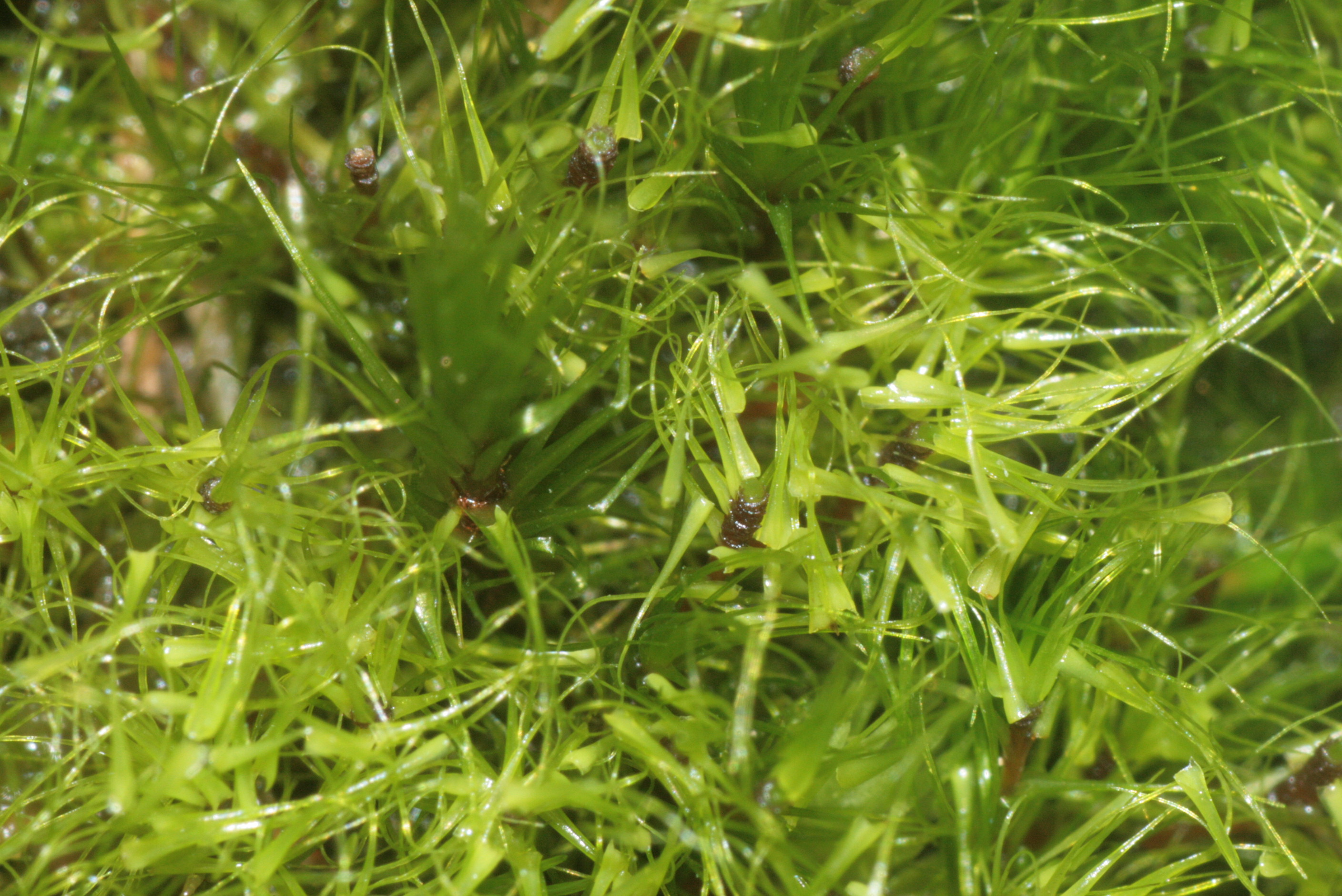
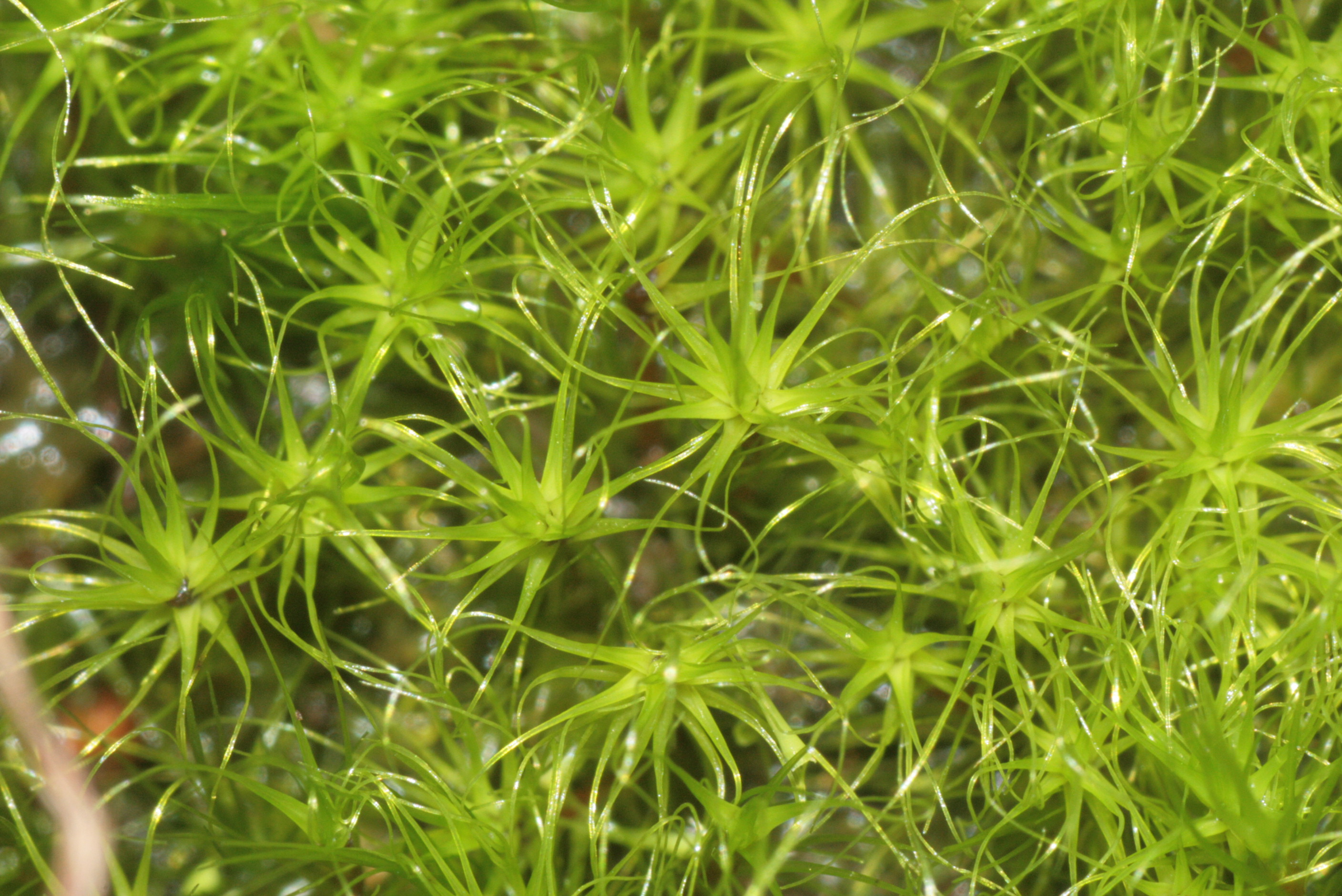
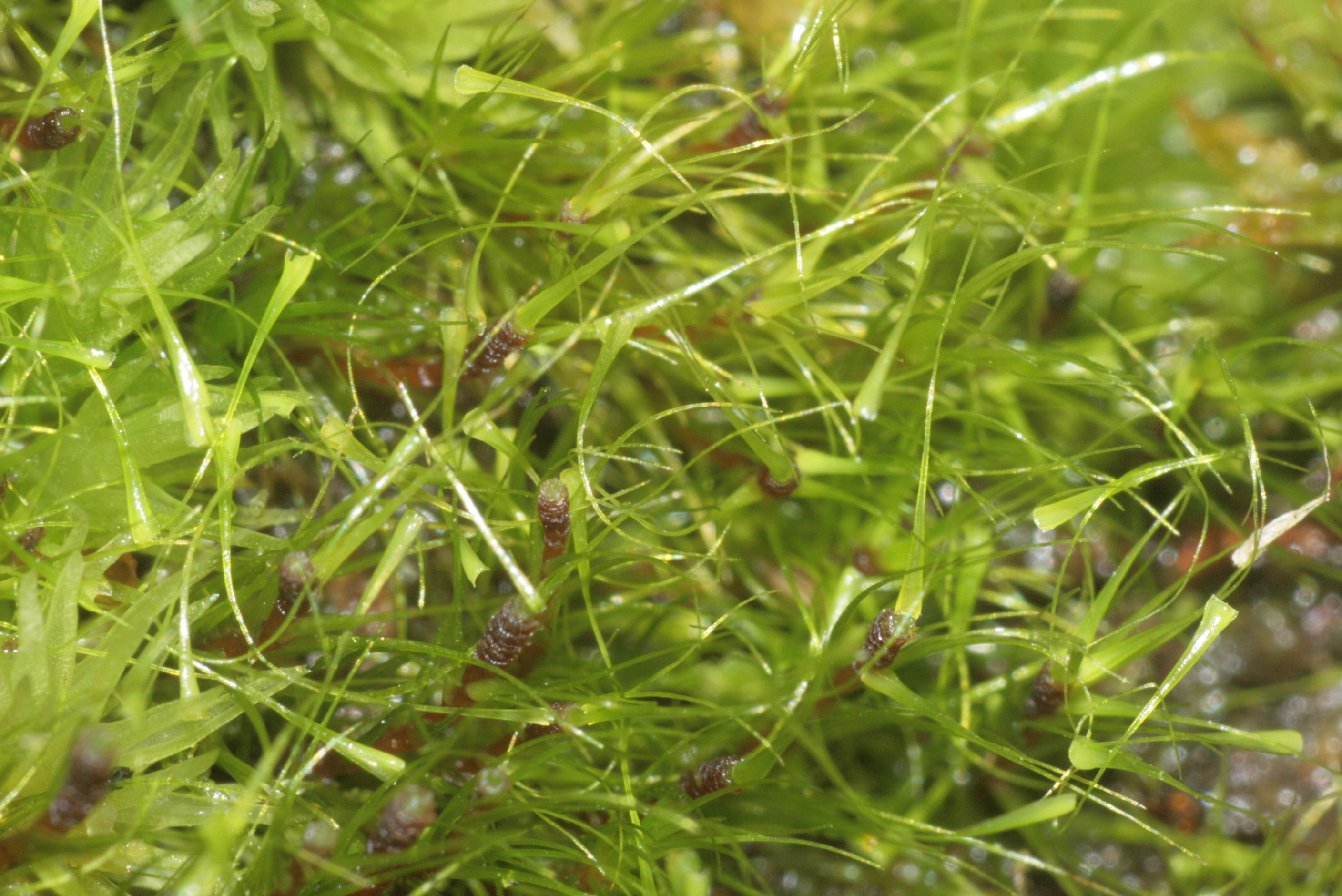
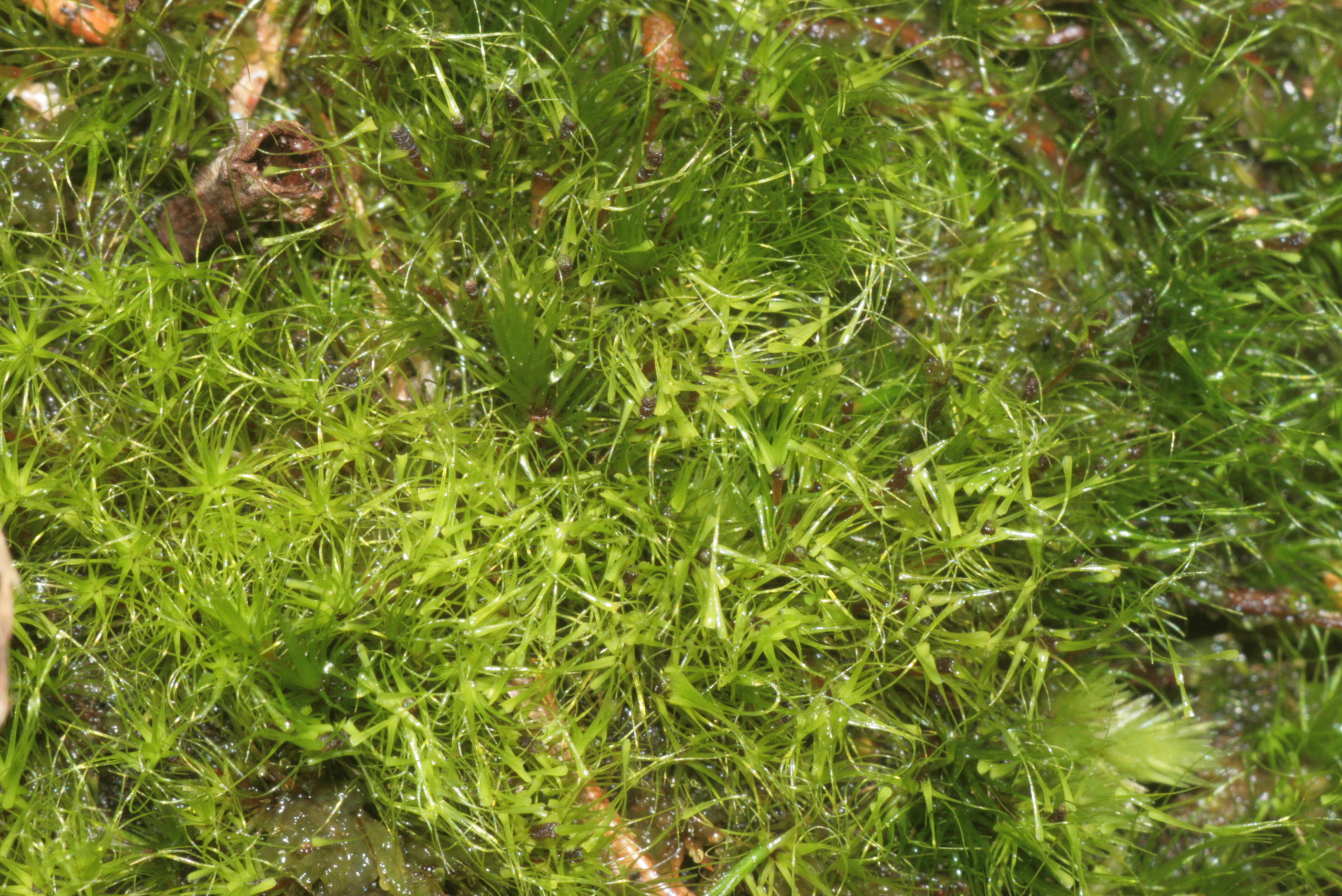
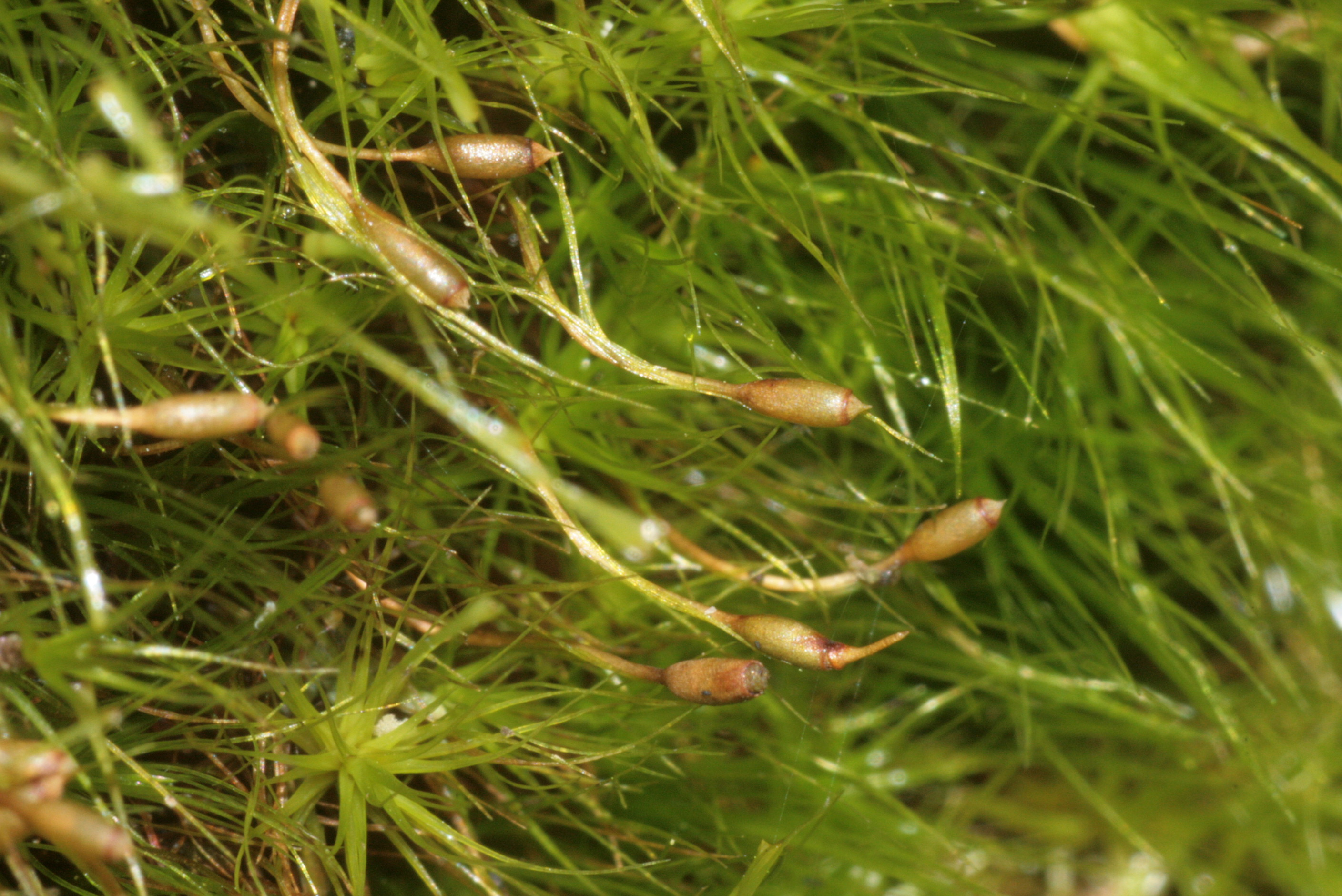
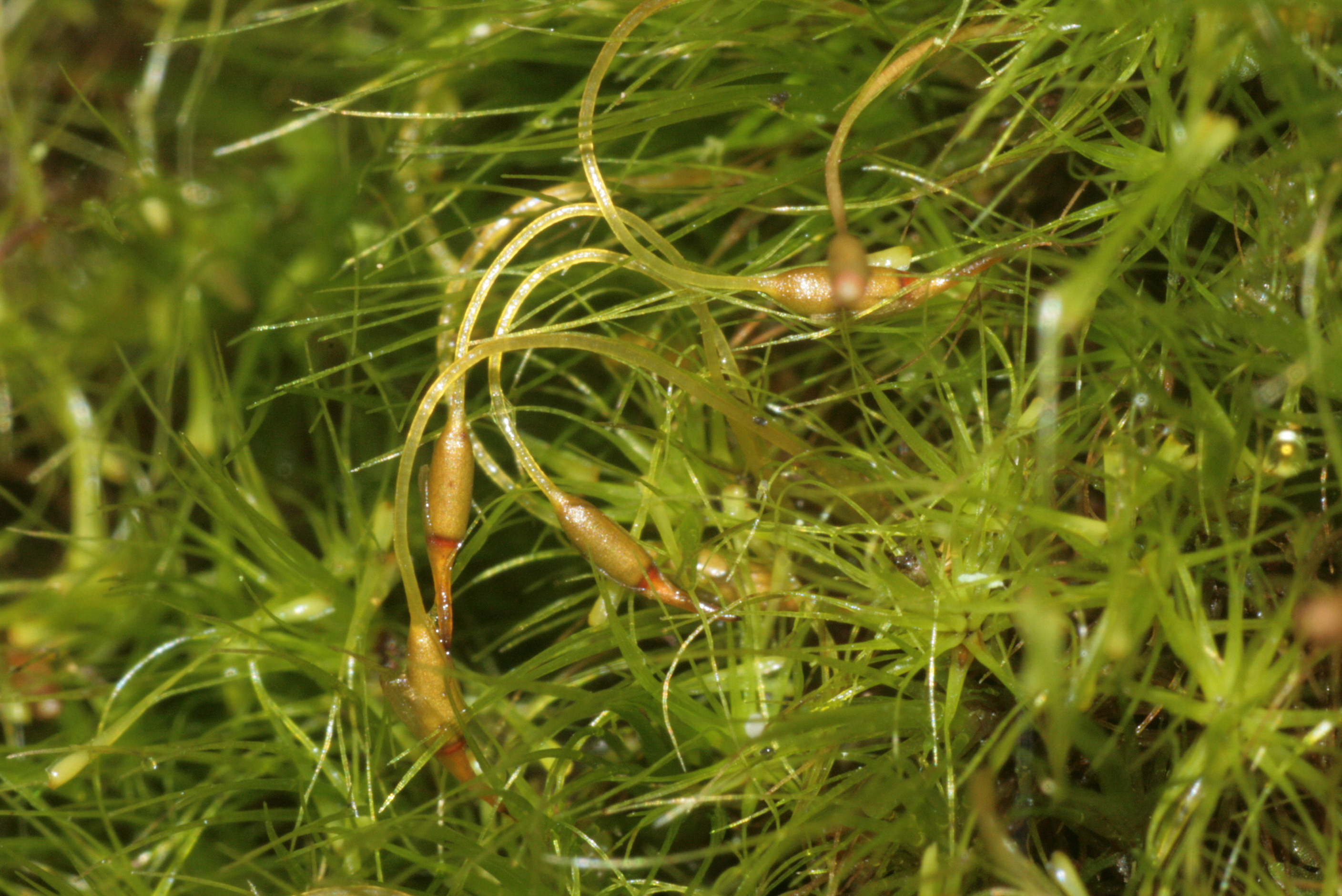